# ウィル・ウィトン
ウィル・ウィトン（本名 Richard William "Wil" Wheaton, 1972年7月29日 - ）は、アメリカ合衆国出身の俳優、声優、作家。ウィル・ウィートンとも表記される。
テレビシリーズ『新スタートレック』のウェスリー・クラッシャー役、映画『スタンド・バイ・ミー』のゴーディー・ラチャンス役、『トイ・ソルジャー』のジョーイ・トロッタ役などで有名。声優としても活躍しており、『ティーン・タイタンズ』のアクアラッド役や『ベン10』のマイク・モーニングスター役など多くのアニメやゲームで声を当てている。

## 来歴

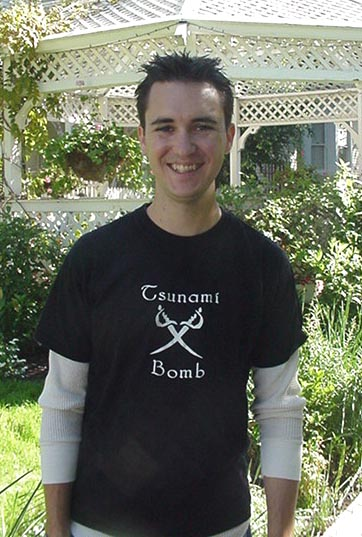
2001年

バーバンク出身。女優のデブラ・ノーディーンと認定専門医のリチャード・ウィリアム・ウィトン・ジュニアの間に生まれる、兄ジェレミーと姉エイミーがおり、『新スタートレック』にもゲスト出演している。
大人になってから、ウィルは父親から虐待を受けていたと明かしており、母もそれに加わっていたと話した。両親はウィルに役者になるように強制していたとも話している。ウィルは現在両親とは疎遠になっている。

### 子役としての成功
1981年にテレビ映画『ア・ロング・ウェイ・ホーム』に出演してデビュー。1982年のアニメ映画『ザ・シークレット・オブ・NIMH』ではマーティンの声を当てている。
その名を一躍世に知らしめたのはスティーヴン・キングの同名小説を基にした映画『スタンド・バイ・ミー』への出演だった、映画の中でウィルは兄を失った12歳のストーリーテラー、主役のゴーディーを演じている。

### 新スタートレック
ウィルは『新スタートレック』シリーズの最初の4シーズンに渡って「天才少年であり宇宙軍の希望」という設定を持つキャラクター、ウェスリー・クラッシャーを演じた。それ以後のシーズンでも4本のエピソードに出演している。ウェスリー・クラッシャーというキャラクターは視聴者やファンの間で評価が極端に分かれたキャラであり、彼を愛するスタートレック・ファンもいれば、憎む者も存在した ウィルはこの評価について2004年のインタビューでこう話している
 後年になってから、狂った人々 - ネットでしか威張れないような小心者 - は全体の中で本当に少ししかいないんだと強く思った。そして長年に渡って僕のウェブサイトにEメールをくれる人々や、ここ5年間で『スタートレック』についていろんな人と話したりしたことによって、僕の演技やキャラクターを含めて、否定派よりももっと多くの人々が楽しんでいてくれることに気づいたんだ。
ウィルは番組出演のスケジュールを組む上で、1989年の映画『恋の掟』への出演の希望が叶わなかったことから制作チームへの懸念を示し、番組を離れた。
ウィルは2002年の『ネメシス/S.T.X』へのカメオ出演や2022年の『スタートレック:ピカード』第2シーズン最終話への再出演などでウェスリー役を再演している。
2024年にはアニメーションの『スタートレック:プロディジー』でもウェスリー役の声を担当している。その他ゲームなどでもウェスリー役を務めている。

### スタートレック以後
1991年に『トイ・ソルジャー』に出演した後、トピカに移り、NewTekのビデオトースターの開発を手伝う。
その後、ロサンゼルスに戻り、5年間演劇学校に通う。そして再び俳優業に復帰した。

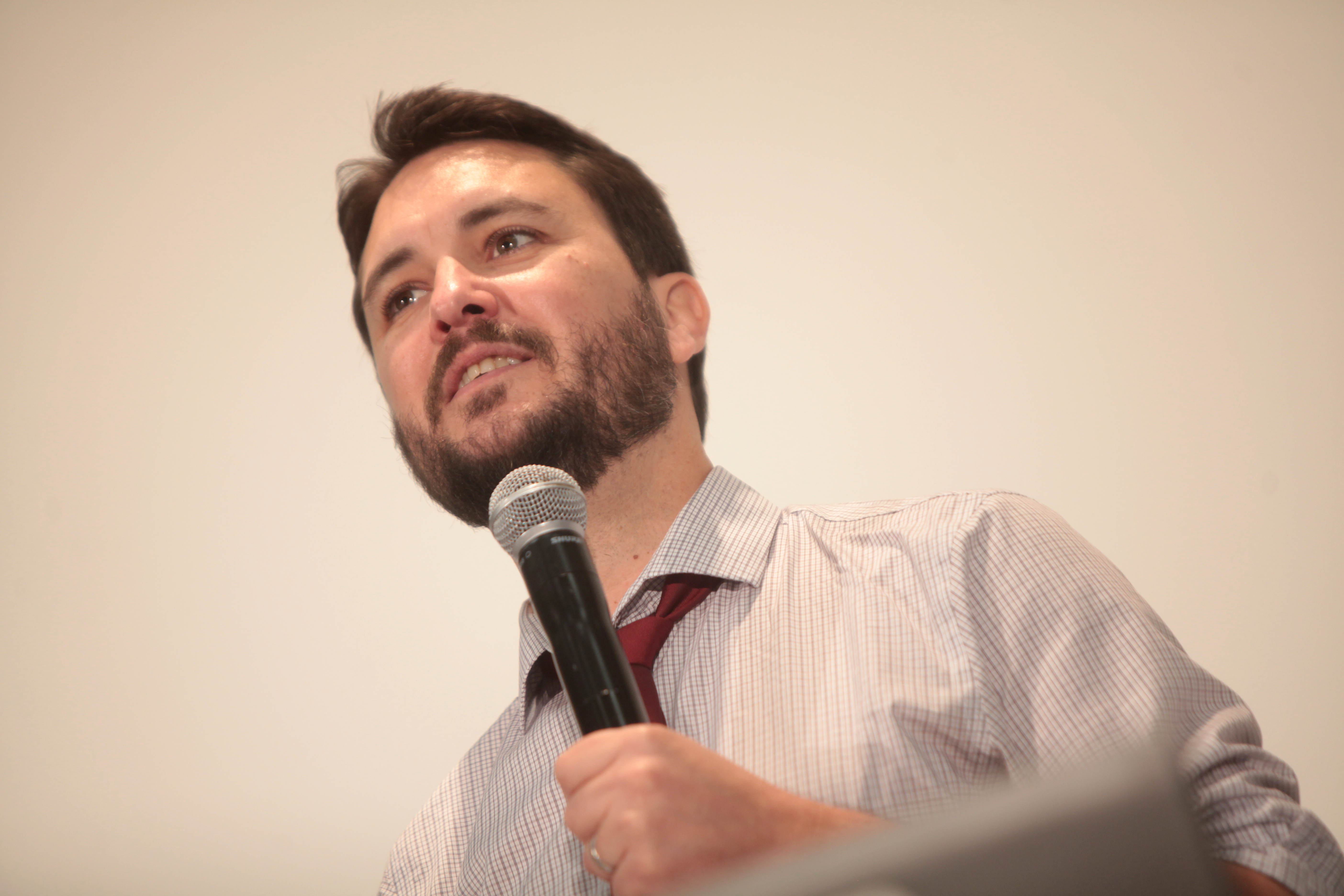
2014年

それからは俳優としてテレビドラマや映画への出演のほかに、多くのアニメやゲームで声優としても活動。ナレーターとしても活動しており、様々なオーディオブックでもナレーションをしている。更に司会業も務めているほか、インターネット番組への参加も積極的に行っている。
2009年から放映されたシットコム『ビッグバン★セオリー/ギークなボクらの恋愛法則』では本人役として出演。
2015年にはニンテンドー・オブ・アメリカからゲーム『Code Name: S.T.E.A.M. リンカーンVSエイリアン』でリンカーン役の声を務めることが発表された。
2020年、スリラー映画『レント・ア・パル』で主演。
YouTubeのボードゲーム・ショー『テーブルトップ』では司会と共同クリエイターを務めている。更にParamount+で放送されている『スタートレック』を語る番組The Ready Roomでは2020年の第2シーズンから司会を務めている。

## 私生活

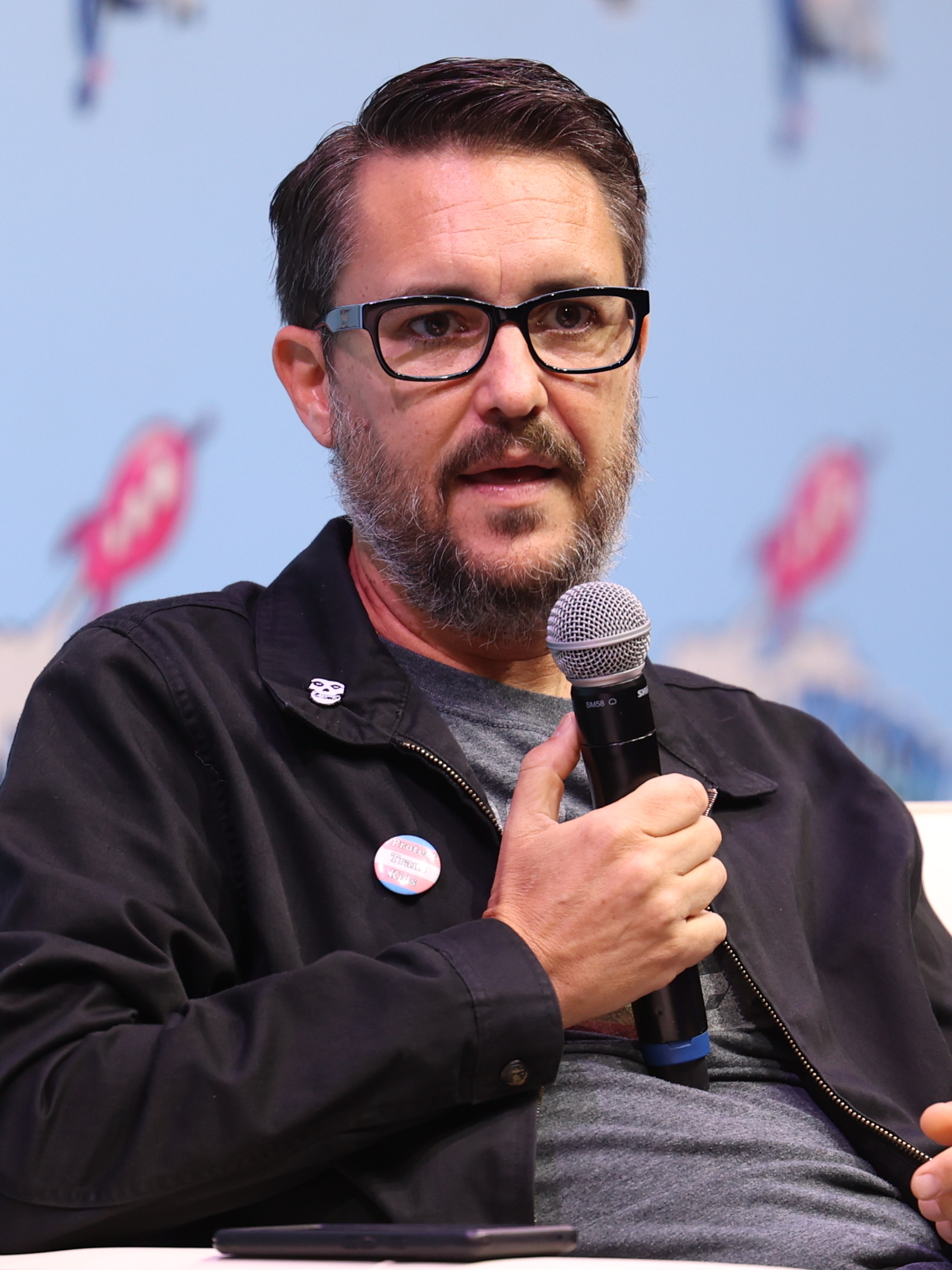
2024年

1999年にアン・プリンスと結婚し、二人の継子と一緒にカリフォルニア州パサデナ市で暮らしている。
ダンジョンズ&ドラゴンズのプレイヤーであり、大会にも出場している。

## 主な出演作品

### 映画
| 公開年 放映年 | 邦題 原題                                               | 役名                         | 備考             |
| ------------- | ------------------------------------------------------- | ---------------------------- | ---------------- |
| 1981          | ロングウェイ・ホーム A Long Way Home                    | ドナルド・ブランチ           | テレビ映画       |
| 1984          | バディ・システム The Buddy System                       | ティム                       |                  |
| 1986          | 新・手錠のままの脱獄 The Defiant Ones                   | クライド                     | テレビ映画       |
| 1986          | スタンド・バイ・ミー Stand by Me                        | ゴーディ・ラチャンス         |                  |
| 1987          | デッドウォーター The Curse                              | ザック                       |                  |
| 1991          | トイ・ソルジャー Toy Soldiers                           | ジョーイ・トロッタ           |                  |
| 1991          | あの夏、君を忘れない The Last Prostitute                | ダニー                       | テレビ映画       |
| 1996          | MR.STITCH 悪魔の種子 Mr Stitch                          | ラザルス                     | テレビ映画       |
| 1997          | トレッキーズ スター・トレック万歳! Trekkies             |                              | ドキュメンタリー |
| 1997          | フラバー Flubber                                        | ベネット                     |                  |
| 1998          | リンカーン暗殺の日 The Day Lincoln Was Shot             | ロバート・トッド・リンカーン | テレビ映画       |
| 2000          | パイソン Python                                         | トミー                       | テレビ映画       |
| 2002          | ネメシス/S.T.X Star Trek Nemesis                        | ウェスリー・クラッシャー     |                  |
| 2003          | ブック・オブ・デイズ/死を告げる書 Book of Days          | ダニー                       | テレビ映画       |
| 2003          | Neverland                                               | ジョン・ダーリング           |                  |
| 2007          | Americanizing Shelley                                   | アラン・スミス               |                  |
| 2012          | シャークネード2 カテゴリー2 Sharknado 2: The Second One | 客室乗務員                   | カメオ出演       |
| 2014          | ビデオゲーム THE MOVIE Video Games:The Movie            | 本人                         | ドキュメンタリー |
| 2020          | Rent-A-Pal                                              | アンディ                     |                  |

### テレビシリーズ
| 放映年    | 邦題 原題                                                        | 役名                       | 備考         |
| --------- | ---------------------------------------------------------------- | -------------------------- | ------------ |
| 1987      | ファミリータイズ Family Ties                                     | ティモシー・ヒギンズ       | 1エピソード  |
| 1987-1994 | 新スタートレック Star Trek: The Next Generation                  | ウェスリー・クラッシャー   |              |
| 1997      | クロニクル 倒錯科学研究所 Perversions of Science                 | ブライアン                 | 1エピソード  |
| 1998      | Dr.マーク・スローン Diagnosis Murder                             | グレイ・バートン           | 1エピソード  |
| 2005      | CSI:科学捜査班 CSI: Crime Scene Investigation                    | ウォルター                 | 1エピソード  |
| 2007      | NUMBERS 天才数学者の事件ファイル Numb3rs                         | マイルズ                   | 1エピソード  |
| 2008      | クリミナル・マインド FBI行動分析課 Criminal Minds                | フロイド・ハンセン         | 1エピソード  |
| 2009-2011 | The Guild                                                        | Fawkes                     | 16エピソード |
| 2009-2019 | ビッグバン★セオリー/ギークなボクらの恋愛法則 The Big Bang Theory | ウィル・ウィトン（本人役） | 17エピソード |
| 2009-2012 | レバレッジ 〜詐欺師たちの流儀 Leverage                           | コリン・メイソン           | 3エピソード  |
| 2010-2012 | ユーリカ Eureka                                                  | アイザック・パリッシュ     | 準レギュラー |
| 2015–2016 | Dark Matter                                                      | Alexander Rook             | 2エピソード  |
| 2016      | Powers                                                           | Conrad Moody               | 3エピソード  |
| 2017      | Mystery Science Theater 3000                                     | Drake                      | 1エピソード  |
| 2017      | Bill Nye Saves the World                                         | 本人役                     | 1エピソード  |
| 2017      | Whose Line Is It Anyway?                                         | 本人役                     | 1エピソード  |
| 2019      | Supergirl                                                        | End of the World Protestor | 1エピソード  |
| 2022      | スタートレック:ピカード Star Trek: Picard                        | ウェスリー・クラッシャー   | 1エピソード  |
| 2022      | S.W.A.T.                                                         | Evan Whitlock              | 1エピソード  |

### テレビアニメ
（一部）
- スーパー・ロボット・モンキー・チーム・ハイパーフォース GO!
- ティーン・タイタンズ（アクアラッド）
- バットマン:ブレイブ&ボールド（2代目ブルービートル / テッド・コード）
- ベン10:エイリアン・フォース（ダークスター / マイク・モーニングスター）
  - ベン10:アルティメットエイリアン（ダークスター / マイク・モーニングスター）
- ストレッチ・アームストロング＆フレックス（英語版）（ジョナサン・ロック）
- パワー・オブ・ザ・プライムズ（英語版）（パーセプター）
- スタートレック:プロディジー（ウェスリー・クラッシャー）

### テレビゲーム
- エバークエスト2
- グランド・セフト・オートシリーズ
  - グランド・セフト・オート・サンアンドレアス
  - グランド・セフト・オート・リバティーシティ・ストーリーズ
  - グランド・セフト・オート・バイスシティ・ストーリーズ
- ゴーストリコンシリーズ
  - ゴーストリコン2
  - ゴーストリコン アドバンスウォーファイター
  - ゴーストリコン アドバンスウォーファイター2
- Code Name: S.T.E.A.M. リンカーンVSエイリアン